# 統一藥品
統一藥品股份有限公司（英語：President Pharmaceutical Corporation，簡稱：統一藥品）是統一企業集團的子公司。統一藥品原名統仁藥品，在1993年成立，並在1996年自創漢方中成藥系列，於1997年更名為統一藥品。其產品包括醫學美容保養品以及藥妝產品。
2014年，統一藥品第一間直營店「美人塾一號店」開幕。
2019年推出統一藥品eSHOP app切入自營EC通路

## 代理的保養品牌
- 法國醫學美容品牌Avene雅漾
- ELANCYL伊蘭纖姿
- KLORANE蔻蘿蘭
- A-DERMA艾芙美
- DUCRAY護蕾
- 萊萃美（英语：Nature Made）Nature Made
- 彩妝Clio
- 白花油
- 小林製藥

## 自行開發
- 我的美麗日記面膜
- 我的健康日記保健品
- 自白肌化粧水
- 統一藥品驗孕系列[4][5]
- faceQ手足膜
- 利捷維

## 外部連結
- 統一藥品股份有限公司 （页面存档备份，存于）
- 台灣公司資料 （页面存档备份，存于）